# Orlíček pyrenejský různobarvý
Orlíček pyrenejský různobarvý (Aquilegia pyrenaica subsp. discolor) je nízká horská bylina z čeledi pryskyřníkovité (Ranunculaceae). Je znám též pod názvem orlíček různobarvý (Aquilegia discolor). Roste jako endemit v Kantaberském pohoří v severním Španělsku. Od typového druhu, orlíčku pyrenejského (Aquilegia pyrenaica subsp. pyrenaica), se liší zejména dvoubarevnými květy a menším vzrůstem.

## Taxonomie
Tento poddruh orlíčku pyrenejského byl nejprve popsán v roce 1879 jako samostatný druh pod názvem Aquilegia discolor (orlíček různobarvý), a to na základě materiálu sebraného v pohoří Picos de Europa o rok dříve. V roce 1962 byl pak přeřazen na úroveň poddruhu druhu orlíček pyrenejský (Aquilegia pyrenaica).

## Popis
Jedná se o nízkou vytrvalou rostlinu, trvalku, patří mezi nejnižší druhy rodu. Rostliny dorůstají výšky do 10 cm s krátkým silným oddenkem.

### List
Listy tvoří přízemní růžici řapíkatých, matně zelených listů. Lístky jsou okrouhlé, laločnaté, 1–1,5 centimetrů dlouhé.

### Květ
Kvete modře nebo bílomodře v květnu až červnu. Květy jsou 1,5–2 cm dlouhé a 2 až 3 cm široké, ostruhy krátké a mírně zahnuté. Květní lodyha nese většinou nejvýše 3 květy ale často je květ jen jediný.

### Plod
Plody jsou měchýřky.

## Rozšíření
Orlíček pyrenejský různobarvý je endemický poddruh orlíčku pyrenejského, rostoucí výhradně v západní části Kantaberského pohoří (Cordillera Cantábrica) ve Španělsku. V České republice je druh pěstován, málo známý.

## Pěstování
Rostlina je používána jako okrasná trvalka, je vysazována do skalkových partií zahrad. Vhodné je slunné stanoviště, snáší polostín. Je podle některých zdrojů vhodná pro běžné půdy. Snáší pH 5,6 (kyselé) až 7,5 (neutrální). Je doporučována jako vhodná skalnička pro východní nebo severní stanoviště., nesnáší dobře sucho a těžké a přemokřené půdy.

## Rozmnožování
Semeny. Semena z pěstovaných rostlin lze vysévat na začátku dubna do pařeniště. Na trvalé stanoviště se vysazuje po 20. květnu.